# 삼국기
《삼국기(三國記)》는 대하드라마(사극)로 1992년 4월 12일부터 1993년 4월 17일까지 KBS 1TV에서 방영된 50부작 사극이다. 대한민국 국내 방송 드라마 역사상 삼국 시대를 다룬 최초의 TV 드라마 작품이기도 하다.
이전까지의 사극에서의 야외 세트 촬영 등은, 경기도 용인에 있는 《한국민속촌》에서의 촬영이 대부분이었으나, 이 작품에서는 아무래도 삼국 시대의 배경화가 되는 세트를 필요로 하였기에, 한국민속촌 외에 야외 세트장을 최초로 조성하여 촬영을 하였다는 큰 의의도 있다.
삼국이 존립하던 시기부터 신라가 삼국을 통일하기까지 시대에 거쳐 가는 흐름 등을 집중 조명하였다.
이남교 원작의 대하 소설 작품을 사극 드라마 방영화한 작품이기는 하지만, KBS에서 방송하는 내용과 동일하다는 책 커버를 달고 방송 시점과 거의 동일한 시기에 《삼국기(三國記)》라는 소설책이 재차 출간되기도 하였다.

## 등장 인물

### 주요 인물
- 서인석 : 김유신 역 - 673년 향년 79세로 병사.
- 조경환 : 연개소문 역 - 666년 향년 59세로 병사.
- 유동근 : 계백 역 - 660년 향년 49세로 전사.

### 신라
신라 왕실 조정
- 박　웅 : 진평왕 역 - 632년 향년 68세로 붕어.
- 반효정 : 마야부인 김씨 역 - 진평왕의 초배 부인이자 선덕여왕의 모친
- 봉혜선 : 승만부인 손씨 역 - 진평왕의 계배 부인
- 김혜정 : 선덕여왕 역 - 647년 향년 66세로 붕어
- 유루나 : 진덕여왕 역 - 654년 향년 58세로 붕어
- 송영창 : 태종 무열왕 역 - 661년 향년 60세로 붕어
- 정형기 : 문무왕 역 - 681년 향년 56세로 붕어
- 이정웅 : 김용춘 역 - 태종 무열왕(김춘추)의 부친이자, 진지왕(숙명궁주 소생)의 서얼 차자.
- 엄유신 : 만명부인 역 - 태종 무열왕(김춘추)의 재혼 계배(두번째 부인).
- 최석구 : 김인문 역 - 태종 무열왕(김춘추)의 차남.
- 서　학 : 원효대사 역 - 요석공주의 부군.
- 박주미 : 요석공주 역 - 태종 무열왕(김춘추)의 여식.

신라의 갈문왕 사저
- 한진희 : 갈문왕 김국반 역 - 진덕여왕의 부친.
- 선우용녀 : 국반 갈문왕비 월명부인 박씨 역 - 갈문왕 김국반의 부인이자 진덕여왕의 모친.

신라의 후비전 원로
- 김석옥 : 사도왕태후 박씨 역 - 진흥왕의 초배(첫번째 부인). 동륜태자(진흥왕 장남)의 생모.
- 허　진 : 숙명궁주 역 - 진흥왕의 계배(두번째 부인). 진지왕(진흥왕 차남)의 생모.
- 최은숙 : 미실궁주 역

신라의 왕족, 문신, 무신, 관료, 장군, 참모, 승려, 화랑도
- 윤문식 : 조미압 역
- 장　용 : 김숙흘종 역 - 638년 향년 92세로 서거(하세)한, 신라 왕족 종실. - 진흥왕 김삼맥종(576년 향년 43세로 붕어)의 친가 동복 막내 남동생.
- 김봉근 : 김후직 역 - 신라 시대 관료. - 진평왕 때인 624년, 첩자 금화 낭자를 백제에 밀파해 1년 동안 무왕 시대의 백제의 국가적 상황을 파악함.
- 임혁주 : 동흔 역 - 김후직의 집사.
- 이　청 : 낙적 역 - 김후직의 책사.
- 박정웅 : 임종 역 - 신라 시대 관료.
- 한근욱 : 광흡 역 - 신라 관료 임종의 집사.
- 김효원 : 염장 역
- 강인기 : 원술랑 역 - 김유신의 늦둥이 아들.
- 선동혁 : 죽죽 역
- 최병학 : 비담 역 - 비담의 난을 주도한 반란 괴수.
- 이동주 : 염종 역 - 비담의 난을 중요 임무로써 종사한 반란 괴수.
- 황덕재 : 비오 역 - 비담의 첫째 아들.
- 김동석 : 비후 역 - 비담의 막내 아들.
- 신용규 : 염석 역 - 염종의 외동 아들.
- 박영지 : 강수 역
- 김상순 : 석체 역 - 강수의 아버지.
- 이일웅 : 석물신 역 - 신라 시대 만노군 흑양산성 성주.
- 원석연 : 석단세 역 - 석물신 성주의 외동 아들.
- 양택조 : 박품걸 역 - 석물신 성주의 집사.
- 한정국 : 박장옥 역 - 박품걸 집사의 첫째 아들.
- 조정국 : 박조돈 역 - 박품걸 집사의 막내 아들.
- 김기복 : 변품 역 - 신라 시대 무장
- 황범식 : 을제 역 - 조정 영수 및 화백 회의 주도자들의 구성원
- 강민호 : 알천 역 - 조정 영수 및 화백 회의 주도자들의 구성원
- 김기복 : 김품일 역 - 신라 좌장수 (무장 변품 역과 함께 1인 2역)
- 김준혁 : 화랑 김관창 역
- 이기열 : 환술 역 - 619년 당시 신라 시대 낭도 - 619년 고구려의 첩자 백석의 계략으로 인해 모살됨.
- 권혁호 : 김품석 역
- 이기열 : 김천존 역 - 660년 당시 신라 시대 장수 (619년 당시 낭도 환술 역, 628년 당시 평민 길달 역과 함께 1인 3역)
- 전병옥 : 차웅 역
- 이징허 : 자장율사 역
- 김수일 : 원광법사 역
- 김정균 : 금일 역
- 고진학 : 진춘 역
- 이지형 : 온군해 역
- 이운우 : 미오랑 역
- 고진학 : 지심 역
- 이일재 : 검군 역 - 620년 고구려의 첩자 백석의 계략으로 인해 모살됨.

신라의 평민
- 박상조 : 비형 역
- 양일민 : 난승 역 - 천출 신선 선인
- 김서라 : 천관녀 역 - 천출 신궁인
- 이기열 : 길달 역 - 628년 당시 신라 시대 평민 - 628년 귀문백도사가 독을 탄 우물물에 독살됨. (619년 당시 낭도 환술 역, 660년 당시 장수 김천존 역과 함께 1인 3역)
- 원종례 : 신궁대도녀 역
- 김지영 : 귀문백도사 역

### 가야
가야 후손
- 김진해 : 김서현 역 - 신라 시대 만노군 태수
- 허기호 : 김흠순 장군 역 - 신라 우장수
- 박현숙 : 영창부인 김보희 역
- 김보미 : 문명왕후 김문희 역
- 이광수 : 화랑 김반굴 역

### 고구려
고구려 왕실 조정
- 양영준 : 영류왕 역 - 고대양의 배다른 서형. - 642년 향년 58세로 피살 붕어.
- 서영진 : 보장왕 역 - 고대양의 서자. - 685년 향년 76세로 서거.

고구려의 왕족, 문신, 무신
- 장　광 : 고대양 역 - 보장왕의 아버지. 영류왕의 배다른 서제. - 영류왕 치세 때인 619년, 첩자 백석을 신라에 밀파해 621년까지 2년 동안 진평왕 시대의 신라의 국가적 상황을 파악함.
- 김길호 : 을지문덕 역
- 김하균 : 대걸걸중상 역
- 임　혁 : 양만춘 역
- 함석훈 : 연태조 역
- 김환교 : 연태수 역
- 김영기 : 연정토 역 - 연태조의 서자. 장군 연개소문의 배다른 서제.
- 김성효 : 연남생 역 - 장군 연개소문의 본부인 소생인 장자.
- 구한승 : 연남건 역 - 장군 연개소문의 첩실 소생인 서얼 차남.
- 김용준 : 연남산 역 - 장군 연개소문의 본부인 소생인 삼남.
- 박영목 : 선도해 역
- 김진태 : 흑벌무 역
- 백인철 : 계진 역

고구려의 참모, 무사, 책사, 첩자
- 신원균 : 용웅 역 - 고대양의 책사.
- 박　현 : 해미 역 - 대걸걸중상의 호위무사.
- 이경표 : 소야 역 - 대걸걸중상의 책사.
- 김현주 : 초은 역 - 대걸걸중상의 책사 겸 호위무사.
- 이기철 : 고사계 역
- 김영인 : 팔만 → 검모잠 역 - 일명 팔만
- 박희진 : 구만 역 - 장군 검모잠의 책사 겸 호위무사.
- 반석진 : 장대하 역
- 반문섭 : 고정언 역
- 김창봉 : 염종 역 - 연개소문 장군의 호위무사.
- 유종근 : 마겸 역 - 연개소문 장군의 호위무사 겸 책사.
- 박칠용 : 고구려 첩자 백석 역 - 서기 619년 고구려 왕족 종실 고대양의 밀명을 받아 신라로 밀파된 이후, 621년 김유신 장군한테 주살된, 영류왕 때의 고구려 시대 첩자.

### 백제
백제 왕실 조정
- 최정훈 : 무왕 역
- 안영주 : 무왕비 역 - 의자와 복신의 적모.
- 장희진 : 무왕후궁 역 - 의자왕의 모후. 귀실복신의 서모.
- 길용우 : 의자왕 역 - 무왕의 서자. 복신의 배다른 서형.
- 최수지 : 의자왕비 / 백제 무왕 치세 시대 때(624년)의 신라 첩자 금화 역과 함께 1인 2역
- 최헌철 : 귀실복신 역 - 무왕의 서자. 의자왕의 배다른 서제.
- 이서우 : 부여융 역 - 의자왕의 장자(첫째아들)이자 서자. 풍·효·태의 배다른 서형.
- 조재현 : 부여풍 역 - 의자왕의 차자(둘째아들)이자 의자왕비 소생 적자. 태의 동복형. 융의 배다른 적제. 효의 배다른 적형.
- 김준모 : 부여효 역 - 의자왕의 삼남(셋째아들)이자 서자. 융·풍의 배다른 서제. 태의 배다른 서형.
- 김관기 : 부여태 역 - 의자왕의 사남(넷째아들)이자 의자왕비 소생 적자. 풍의 동복 아우. 융·효의 배다른 적제.

백제의 문신, 무신, 신료, 승려, 참모, 심복, 백성, 첩자
- 김갑수 : 부여성충 역
- 이신재 : 함어 역 - 부여성충의 책사 겸 집사
- 김주영 : 부여윤충 역
- 김성겸 : 서사 역 - 부여윤충의 책사 겸 사부
- 심우창 : 흥수 역
- 민지환 : 순암 역 - 흥수의 책사 겸 사부
- 김성일 : 임자 역
- 김시원 : 충상 역
- 차기환 : 상영 역
- 김백수 : 의직 역
- 이한승 : 도침 역 - 일명 해음대사
- 손호균 : 지수신 역
- 이덕희 : 아랑 역
- 서상익 : 덕고 역
- 이대로 : 사택적덕 역
- 오승명 : 중신식자 역
- 오성렬 : 천복 역
- 허길자 : 무옥 역
- 이영재 : 두평 역
- 오수민 : 연주 역
- 안승훈 : 강달 역 - 귀실복신의 책사. - (백제 참모 강달, 왜나라 신료 후지와라노 가마타리 등의 1인 2역 배역)
- 박용식 : 민존자 역 - 귀실복신의 책사 겸 사부. - (백제 참모 민존자, 왜나라 참모 시마쯔치 모리토시 등의 1인 2역 배역)
- 김성환 : 돈석 역 - 귀실복신의 집사 겸 책사.
- 백찬기 : 염식 역 - 귀실복신의 책사 겸 호위무사.
- 김덕현 : 필서 역 - 귀실복신의 시종 겸 호위무사.
- 이한위 : 운음 역 - 부여융의 책사.
- 배도환 : 첨청 역 - 부여융의 집사 겸 책사.
- 손현주 : 홍포 역 - 부여융의 책사 겸 호위무사.
- 권오현 : 염홍 역 - 부여융의 시종 겸 호위무사.
- 김수연 : 보황녀 역 - 부여융의 시녀 겸 호위무사.
- 맹호림 : 맹주 역 - 계백의 집사 겸 책사.
- 윤덕용 : 거사부 역 - 계백의 책사 겸 사부. - (백제 참모 거사부, 왜나라 참모 우에마쓰 오카노 등의 1인 2역 배역)
- 백수련 : 도회 역 - 계백의 모.
- 박진성 : 좌백 역 - 계백의 아우. - (백제 신료 좌백, 왜나라 신료 사에키노 무라지코마로 등의 1인 2역 배역)
- 주　희 : 숙찬 역 - 계백의 처.
- 이승민 : 언진 역 - 계백의 맏아들.
- 정순례 : 소랑 역 - 계백의 딸.
- 임진욱 : 염환 역 - 계백의 막내아들.
- 최수지 : 신라 첩자 금화 역 - 신라 시대 문관 관료 김후직의 밀명을 받아, 서기 624년 무왕 치세 시대 때의 백제로 밀파되었다가, 이듬해 625년 성충한테 주살된, 진평왕 시대의 신라 첩자 (의자왕비 역과 함께 1인 2역)

### 탐라
탐라국 북탐라 산성
- 조상건 : 부한차 역 - 탐라국 북탐라산 성주.
- 윤순홍 : 양정합 역 - 성주 부한차의 책사.
- 박종관 : 고흥서 역 - 성주 부한차의 집사.

### 발해
발해 조정
- 임선택 : 발해 고왕 대조영 역
- 박병훈 : 걸사비우 역 - 698년 서거 당시의 걸사비우 장군
- 김일우 : 대무예 역 - 발해 고왕의 첫째아들. - 698~716년 당시의 대무예
- 김동수 : 대문예 역 - 발해 고왕의 둘째아들. - 710년 당시의 대문예
- 이춘교 : 대도리행 역 - 대무예의 첫째아들. - 710년 당시의 대도리행
- 조현철 : 대흠무 역 - 대무예의 셋째아들. - 716년 당시의 대흠무

### 당
당나라 제국 조정
- 임병기 : 당 태종 이세민 역
- 김해권 : 장손무기 역
- 장순국 : 설필하력 역
- 김윤형 : 소정방 역
- 이　영 : 방현령 역
- 권병길 : 상리현장 역
- 정종준 : 이적 역
- 이인철 : 장공취 역 - 이적 장군의 책사 겸 모신
- 김건호 : 담남궤 역 - 이적 장군의 책사 겸 호위무사
- 여운국 : 유인원 역
- 이한수 : 흑치상지 역
- 김영석 : 탁숭방 역 - 흑치상지 장군의 책사 겸 모신
- 이원재 : 낙대춘 역 - 흑치상지 장군의 책사 겸 호위무사

### 왜
왜나라 왕실 조정
- 홍륜의 : 조메이 천황 역
- 김수연 : 고교쿠 천황 역
- 이광기 : 덴지 천황 역
- 홍여진 : 야마토히메노 오오키미 역
- 안승훈 : 후지와라노 가마타리 역 - (백제 참모 강달, 왜나라 신료 후지와라노 가마타리 등의 1인 2역 배역)
- 박진성 : 사에키노 무라지코마로 역 - (백제 신료 좌백, 왜나라 신료 사에키노 무라지코마로 등의 1인 2역 배역)
- 안대용 : 소가노 에미시 역
- 김영선 : 소가노 이루카 역
- 조재훈 : 소가노 마리세 역
- 양재성 : 야마시로노 오오에 역
- 윤덕용 : 우에마쓰 오카노(上松 岡野, 조메이 천황의 책사) 역 - (백제 참모 거사부, 왜나라 참모 우에마쓰 오카노 등의 1인 2역 배역)
- 이승호 : 다케바야시 히로타로(竹林 廣太郞, 조메이 천황의 호위무사) 역
- 구보석 : 구보 사와카와(久保 澤川, 고교쿠 천황의 책사) 역
- 한경선 : 하리타 미쓰코(張田 光子, 고교쿠 천황의 호위무사) 역
- 박용식 : 시마쯔치 모리토시(島土 森俊, 덴지 천황의 책사) 역 - (백제 참모 민존자, 왜나라 참모 시마쯔치 모리토시 등의 1인 2역 배역)
- 권오성 : 히데히로 스케오(秀博 介雄, 덴지 천황의 호위무사) 역

## 참고 사항
- 극적 긴장과 박진감이 부족하여 시청자들한테 재미를 주지 못했으며 역사 복원에서 사실과 허구가 무분별하게 뒤섞였다는 등의[2] 혹평을 받아야 했다.
- 첫회부터 일요일 오후 7시 50분에 방영되어 경쟁작 MBC <사랑이 뭐길래>에 의해 저조한 시청률을 기록하였으며, 이 프로그램 종영 후에도 시청률 부진을 면치 못했다.[3] 그러나, 재방송(2TV 일요일 오전 10시) 당시에 높은 시청률을 기록했다.
- 1993년 4월 3일부터 토요일 밤 9시 40분으로 시간대가 변경됐는데 1993년 4월 17일에 종합편(41~50)이 편성되었으며[4] 같은 달 10일 사실상 끝이 났다.
- 집필자 유현종 작가가 제주도에서 해당 드라마를 촬영하던 중, 탐라국의 촌장을 맡았던 연기자가 제시간에 도착하지 못하자 대타로 출연했다.[5]
- 부산 범어사 소속 이정허 스님이 해당 드라마를 통해 TV 출연을 하기도 했다.[6]
- 조경환(연개소문 역)은 당시 사업 실패 탓인지, 1992년 12월 당시 해당 작품에서는, 이 드라마 극중에 병으로 하세한 것이라는 에피소드로써 중도하차했다.[7]

## 같이 보기
- 대왕의 꿈
- 연개소문
- 대조영
- 선덕여왕
- 삼국유사
- 삼국사기
- 삼국시대